# Європейська соціальна хартія
Європейська соціальна хартія — міжнародний договір, що захищає та встановлює окремі соціальні та економічні права громадян країн, що приєдналися до Хартії.
Європейська соціальна хартія відкрита для підписання у квітні 1961 року, набула чинності 26 лютого 1965. Визначає соціальну орієнтацію економічного розвитку європейських країн. Фіксує високі матеріальні стандарти життя, які можна досягнути в умовах ефективного функціонування соціально спрямованої ринкової економіки, взаємодії державних органів влади, підприємців та найманих працівників у вирішенні суперечливих питань організації сучасних форм виробництва. Хартія закріплює за робітниками широкі соціальні права (на дотримання високих стандартів охорони праці, відпочинок, страхування на випадок безробіття, пенсійне забезпечення, рівність жінок та чоловіків в оплаті однакової праці, законний страйк і т. ін.), вона також встановлює взаємні зобов'язання соціальних партнерів. Європейська соціальна хартія є втіленням ідеалів європейського соціал-демократичного руху. На початок XXI ст. її підписали більшість держав-членів Ради Європи.
Конституція України 1996 р. фіксує найважливіші гарантії європейської соціальної хартії, однак повне їх дотримання можливе лише за умов істотного наближення рівня життя в Україні до європейських стандартів.

## Історія створення та розвитку
Уперше Хартія була відкрита в Турині для підписання 18 жовтня 1961 р. Вона замислювалася Радою Європи як специфічне доповнення до Конвенції про захист прав людини.

Згодом 21—22 жовтня 1991 року в Турині на Конференції на рівні міністрів було прийнято рішення оновити та адаптувати зміст хартії.
…сповнені рішучості, як було вирішено на Конференції на рівні міністрів, яка відбулася у Турині 21—22 жовтня 1991 року, оновити та адаптувати основний зміст Хартії (994_300) з метою врахування, зокрема, основних соціальних перетворень, які відбулися після прийняття її тексту.

(З преамбули Хартії)
Остання редакція діє з 3 травня 1996 року. Також існує додатковий протокол до Хартії від 1988 р.

### Ратифікація в Україні
Європейська соціальна хартія була ратифікована Верховною радою України, з урахуванням змін до неї, законом від 14 вересня 2006 року.

## Структура
Хартія має преамбулу, 6 частин та додаток.